# یوهان یاکوب فروبرگر

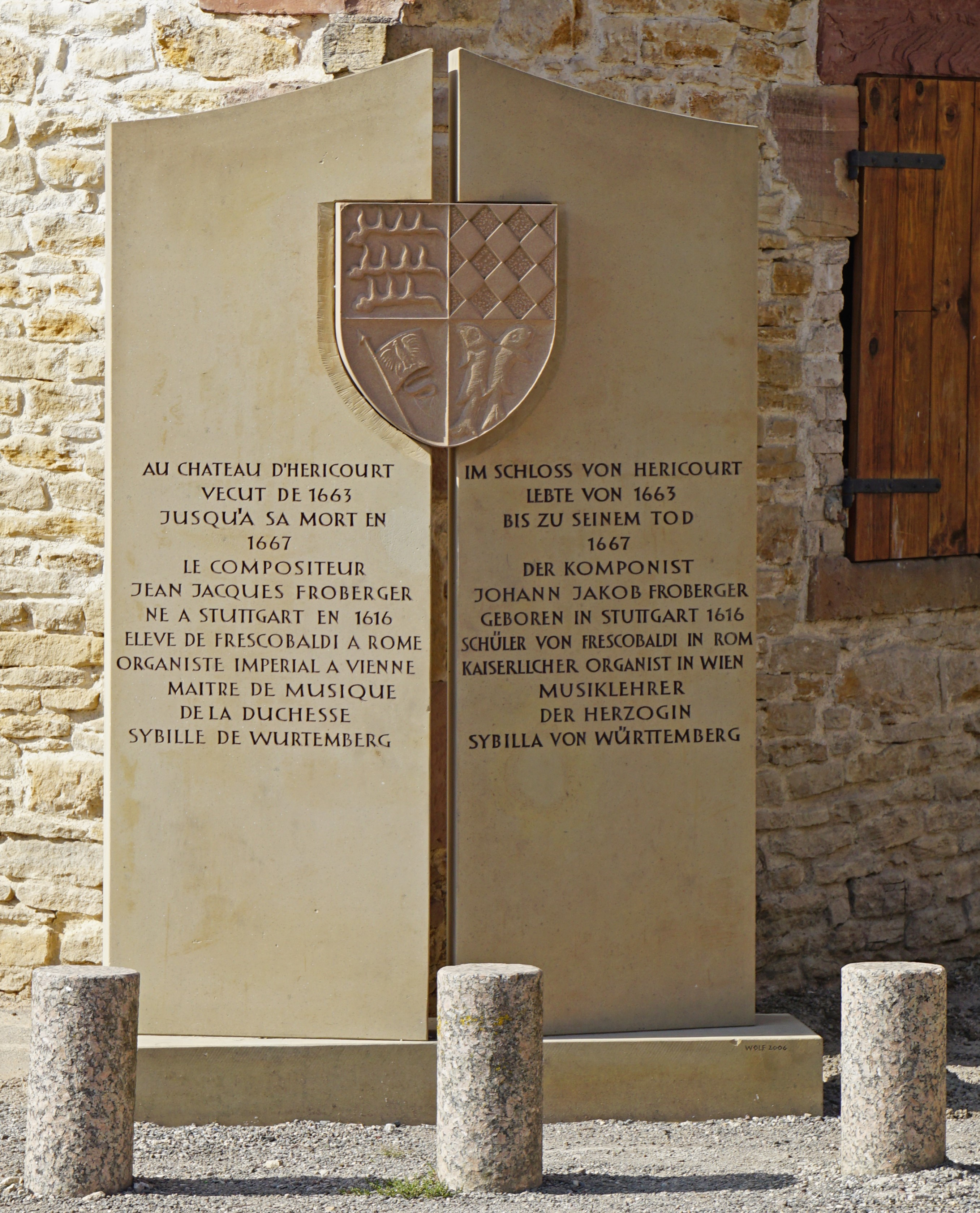
نمایی از سنگ‌مزار یوهان یاکوب فروبِرگر - ۲۰۱۶

یوهان یاکوب فروبِرگر (به آلمانی: Johann Jakob Froberger)‏ (۱۹ مهٔ ۱۶۱۶ – ۷ مهٔ ۱۶۶۷) آهنگساز دورهٔ باروک و نوازندهٔ اُرگ و دیگر سازهای شستی‌دار بود. او از مشهورترین آهنگسازان اروپا در دورهٔ خود بود. فروبرگر با رواج دادن سازهای شستی‌دار در نوشتن سوئیت و سفرهای متعددی که به‌منظور تبادل دانش موسیقی انجام داد، تأثیر زیادی بر تمام آهنگسازان بزرگ پس از خود گذاشت.
فروبرگر که زادهٔ اشتوتگارت بود بیشتر سال‌های عمرش را در دربار اتریش سپری کرد اما سفرهای متعددی به انگلستان، ایتالیا، هلند و فرانسه داشت. پادشاه فردیناند سوم این امکان را برای فروبرگر فراهم کرد تا برای تکمیل آموخته‌های موسیقی‌اش به ایتالیا و نزد جیرولامو فرسکوبالدی برود. او برای تکمیل آموخته‌های‌اش از ۱۶۳۷ تا ۱۶۴۱ به رم رفت و قبل از ۱۶۴۹ نیز سفرهای دیگری به رم، فلورانس و مانتوا داشت. از ۱۴۶۹ تا ۱۶۵۳ سفرهای گسترده‌ای به فرانسه (که در آنجا با ژاک شامپیون د شامبونیر و لویی کوپغون ملاقات کرد)، جنوب هلند، و انگلستان داشت.
دورهٔ دوم خدمت فروبرگر در دربار اتریش از ۱۶۵۳ تا ۱۶۵۸ بود. در ۲ آوریل ۱۶۵۷ فردیناند سوم درگذشت و فروبرگر که از این ماجرا عمیقاً متأثر شده بود در سوگ پادشاه فقید، قطعه‌ای برای هارپسیکورد نوشت. در پی مرگ فردیناند، لئوپارد اول جانشین او شد که روابطش با فروبرگر به خاطر جهت‌گیری‌های سیاسی موجود در دربار خدشه‌دار شد. با وجود اینکه فروبرگر چند قطعهٔ جدیدی را که نوشته بود به پادشاه تقدیم کرد، عذرش را خواستند و در ۳۰ ژوئن ۱۶۵۷ آخرین دستمزدش به‌عنوان عضو کلیسای سلطنتی را دریافت کرد.
دربارهٔ ۱۰ سال پایانیِ زندگانی فروبرگر اطلاع دقیقی در دسترس نیست. بیشتر اطلاعاتِ مربوط به این دوره از نامه‌های ردوبدل‌شده میان کنستانتین هویخنس (پدرِ کریستیان هویخنس، دانشمند و فیزیکدان بزرگ) و دوشِس سیبیلیا استخراج شده‌اند. طبق نامه‌های موجود، فروبرگر پس از خروج از دربار اتریش به فرانسه رفت و از سال ۱۶۶۲ به‌عنوان معلم موسیقی دوشِس سیبیلیا مشغول به کار شد. او در سال ۱۶۶۶ به ماینتس آلمان رفت، و اطلاعات موجود در نامه‌ها نشان می‌دهند در سال‌های پایانیِ عمرش قصد داشته به وین بازگردد، تصمیمی که هیچ‌گاه میسر نشد. فروبرگر در ۷ مهٔ ۱۶۶۷ هنگام به‌جای آوردن عبادت شامگاهی درگذشت.